# Шалинський заказник (Свердловська область)
Державний зоологічний мисливський заказник «Шалинський» (рос. Государственный зоологический охотничий заказник "Шалинский") — заказник площею 6 тис. га у Шалинському міському районі Свердловської області Росії. Заказник організований 11 листопада 1957 року.
Він створений з метою акліматизації, відтворення і підвищення чисельності бобра.
Основними завданнями заказника є:
- забезпечення цілісності природних угруповань, збереження і підтримання біологічного різноманіття на території заказника;
- забезпечення дотримання режиму особливої охорони території заказника;
- організація особливої охорони бобра, норки, видри, ондатри;
- проведення заходів, спрямованих на відтворення видри, норки, ондатри та інших мисливських ресурсів;
- проведення обліку чисельності та фізичного стану мисливських ресурсів;
- забезпечення заходів з регулювання чисельності мисливських ресурсів;
- збереження індивідуальних ділянок проживання пугача;
- екологічне виховання населення.